# Mario Canori
Mario Canori (* 15. März 1964 in Klagenfurt) ist ein österreichischer Unternehmer und Politiker (FPÖ/BZÖ). Er war  von 2001 bis 2006 Vizebürgermeister von Klagenfurt. Ab 2007 war er Präsident des 2010 aufgelösten Fußballvereines SK Austria Kärnten. Canori war zudem Spitzenkandidat der Freiheitlichen Partei bei den Landtagswahlen in Kärnten 2009, verpasste jedoch den Einzug in den Landtag.

## Leben
Canori wurde 1964 in Klagenfurt geboren. Er schlug eine Laufbahn als Immobilienmakler ein und war später unter anderem für SPAR Österreich und als Geschäftsführer von Migros sowie Hornbach für den österreichischen und osteuropäischen Raum tätig. Ab 1997 arbeitete er als Franchisenehmer für den österreichischen Markt der Marke Intimissimi des italienischen Unterwäschekonzern Calzedonia.
Über seine spätere Frau lernte er in den 1980er Jahren Jörg Haider kennen, der bei Canoris Hochzeit 1989 dessen Trauzeuge war. Haider holte Canori in die FPÖ und in die Kärntner Landespolitik. Bei den Gemeinderatswahlen 1991 zog Canori als Mitglied in den Gemeinderat von Klagenfurt ein. 2001 übernahm er in Nachfolge von Gustav Possegger für die FPÖ das Amt des Vizebürgermeisters unter Harald Scheucher und war als Klagenfurter Kulturreferent tätig. Bei der Abspaltung des BZÖ von der FPÖ folgte Canori 2005 zunächst Jörg Haider. Im selben Jahr zerbrach in Klagenfurt die Koalition zwischen ÖVP und BZÖ, Walter Zwick folgte Canori als Vizebürgermeister nach. Im darauffolgenden Jahr legte er seine Ämter in Klagenfurt nieder und kündigte ein Ausscheiden aus der Politik an.
Nachdem sich Gerüchte um die Verlegung des oberösterreichischen Bundesligisten ASKÖ Pasching nach Klagenfurt 2007 bestätigten, wurde Canori vom damaligen Landeshauptmann Jörg Haider als Präsident des nun in SK Austria Kärnten umbenannten Verein, obgleich er laut eigener Aussage nichts von Fußball verstehe. Nach dem Tod Haiders wechselte Canori im Dezember 2008 überraschend zurück zur FPÖ, was er damit begründete, dass das BZÖ den verstorbenen Landeshauptmann zu stark vereinnahme. Weiters hätten sich auch Differenzen im Bezug auf die Parteiführung und die politische Unterstützung für den SK Austria Kärnten ergeben. Von der FPÖ wurde Canori als Spitzenkandidat für die Landtagswahl im folgenden März präsentiert. Seitens des BZÖ stieß diese Aktion auf starke Kritik. Bei den Wahlen verfehlten die FPÖ und Canori jedoch das selbstgesteckte Ziel, mit 10–11 % drittstärkste Kraft im Kärntner Landtag zu werden. Die FPÖ erreichte lediglich 3,76 % der Stimmen und scheiterte an der 5 %-Hürde für den Einzug in den Landtag.
2013 wurde Canori wegen parteischädigenden Verhaltens aus der FPÖ ausgeschlossen. Er hatte infolge des schlechten Ergebnisses bei der Landtagswahl in Kärnten 2013 ein Ende der Kooperation mit der FPK gefordert. Diese Kärntner Landesgruppe der Freiheitlichen Partei war Kern des 2004 abgespaltenen BZÖ gewesen und befand sich zu diesem Zeitpunkt gerade im Prozess der Wiedervereinigung mit der FPÖ.
Canori ist verheiratet und hat drei Töchter.